# アンジェラ・ゲオルギュー
アンジェラ・ゲオルギュー（Angela Gheorghiu、1965年9月7日生まれ）は、ルーマニア出身のソプラノ歌手。

## 経歴
1965年、ルーマニアのアジュートに生まれる。ブカレスト音楽アカデミーで学び、1990年にクルージュ国立歌劇場の「ラ・ボエーム」でミミを歌ってデビューした後、1992年にロンドンのロイヤル・オペラ・ハウスで「ドン・ジョヴァンニ」のツェルリーナを歌って国際デビューをしている。1994年にロイヤル・オペラ・ハウスでショルティ指揮「椿姫」のヴィオレッタを歌い、大成功を収めて国際的スターの座を得た。クリーミーな声と舞台映えする容姿で、メトロポリタン歌劇場、ウィーン国立歌劇場、ロイヤル・オペラ・ハウスなど世界中の歌劇場で活躍を続けている。
「ラ・ボエーム」のミミ、「トスカ」のタイトルロールを得意とし、同じくプッチーニの「つばめ」を主要オペラハウスのレパートリーに復活させたのは彼女の功績である。ほぼ伊仏系のレパートリーに専心し、例外として初期に歌ったモーツァルトもイタリア語作品である。

## 家族
「ゲオルギュー」の姓は、最初の夫の姓。彼と離婚後に1996年にテノールのロベルト・アラーニャと再婚。ステージとレコーディングで数多くの共演を行ったが、2013年に離婚している。彼女自身に子供はいないが、姪（若くして亡くなった妹の娘）の母代わりをしている。

## 刊行
- 『アンジェラ・ゲオルギュー　A Life for Art』、みずのわ出版、2023年

聞き手ジョン・トランスキー、元井夏彦訳、林哲夫装幀

## 役
| 役名                       | 作品名                     | 作曲家           |
| -------------------------- | -------------------------- | ---------------- |
| ヴィオレッタ               | 椿姫                       | ヴェルディ       |
| レオノーラ                 | イル・トロヴァトーレ       | ヴェルディ       |
| アメーリア・グリマルディ   | シモン・ボッカネグラ       | ヴェルディ       |
| ミミ                       | ラ・ボエーム               | プッチーニ       |
| トスカ                     | トスカ                     | プッチーニ       |
| マグダ                     | つばめ                     | プッチーニ       |
| 蝶々さん                   | 蝶々夫人                   | プッチーニ       |
| ラウレッタ                 | ジャンニ・スキッキ         | プッチーニ       |
| 修道女アンジェリカ         | 修道女アンジェリカ         | プッチーニ       |
| ジョルジェッタ             | 外套                       | プッチーニ       |
| リュー                     | トゥーランドット           | プッチーニ       |
| ジュリエット               | ロメオとジュリエット       | グノー           |
| マルガリーテ               | ファウスト                 | グノー           |
| ミカエラ                   | カルメン                   | ビゼー           |
| カルメン                   | カルメン                   | ビゼー           |
| シャルロット               | ウェルテル                 | マスネ           |
| マノン                     | マノン                     | マスネ           |
| アントニア                 | ホフマン物語               | オッフェンバック |
| アディーナ                 | 愛の妙薬                   | ドニゼッティ     |
| スゼル                     | 友人フリッツ               | マスカーニ       |
| ネッダ                     | 道化師                     | レオンカヴァッロ |
| ファニー                   | マリウスとファニー         | コスマ           |
| アドリアーナ・ルクヴルール | アドリアーナ・ルクヴルール | チレア           |
| 皇女フェドーラ             | フェドーラ                 | ジョルダーノ     |
| ツェルリーナ               | ドン・ジョヴァンニ         | モーツァルト     |